# Хайгендорф
Хайгендорф (нем. Heygendorf) — община в Германии, в земле Тюрингия. 
Входит в состав района Кифхойзер. Подчиняется управлению Миттельцентрум Артерн.  Население составляет 616 человек (на 31 декабря 2010 года). Занимает площадь 9,35 км².